# Desidrogenase
Desidrogenase é um tipo de enzimas oxidorredutases catalisadoras da transferência de íons hidrogênio e um par de elétrons de um substrato, que é então oxidado, para uma molécula aceitadora, que é então reduzida (normalmente o NAD ou uma coenzima flavínica).

## Reacções catalisadas

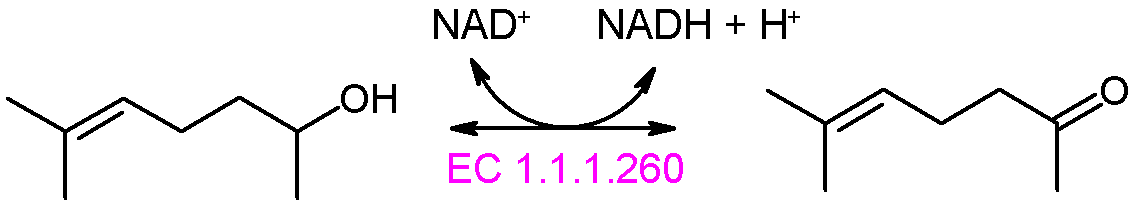
Uma reação catalisada por uma enzima redutase.

As desidrogenases oxidam um substrato através da transferência de hidrogénio para um aceptor de eletrões, sendo os mais comuns o NAD+ ou o FAD. Isto seria considerado uma oxidação do substrato em que o substrato perde átomos de hidrogénio ou ganha átomos de oxigénio (da água). O nome "desidrogenase" baseia-se na ideia de que facilita a remoção (des-) de hidrogénios (-hidrogénio-) e de que é uma enzima com a sua terminação típica (-ase). As reações de desidrogenase podem ocorrer comummente de duas formas: a transferência de um hidreto e a libertação de um protão ou H+ (muitas vezes com água como segundo reagente), e a transferência de dois hidrogénios.

### Transferência de um hidreto e libertação de um protão
Por vezes, uma reacção catalisada por uma desidrogenase pode ser escrita assim: AH + B+ ↔ A+ + BH quando um hidreto é transferido.

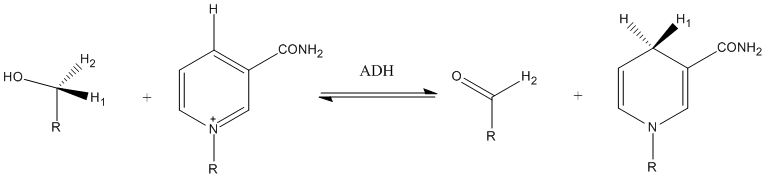
A álcool desidrogenase oxida o etanol, com a ajuda do transportador de electrões NAD^{+}, produzindo acetaldeído

A representa o substrato a oxidar e B é o aceitador de hidreto. Observe como quando o hidreto é transferido de A para B, a molécula A adquiriu carga positiva; isto ocorre porque a enzima capturou dois eletrões do substrato para reduzir o aceitador a BH.
O resultado de uma reação catalisada por uma desidrogenase nem sempre é a aquisição de carga positiva. Por vezes, o substrato perde um protão. Isto pode deixar eletrões livres no substrato que acomodam uma ligação dupla. Isto acontece frequentemente quando o substrato é um álcool; quando um protão localizado no oxigénio é libertado, os eletrões livres do oxigénio serão utilizados para criar uma ligação dupla, como se verifica na oxidação do etanol a acetaldeído realizada pela álcool desidrogenase na imagem da direita.
Outra possibilidade é que uma molécula de água entre na reação, contribuindo com um ião hidróxido para o substrato e um protão libertado para o ambiente. O resultado líquido no substrato é a adição de um átomo de oxigénio. Isto pode ser observado, por exemplo, na oxidação do acetaldeído em ácido acético pela acetaldeído desidrogenase, uma etapa no metabolismo do etanol e na produção de vinagre .

### Transferência de dois hidrogénios

Reação catalisada pela succinato desidrogenase. Observe a ligação dupla que se forma entre os dois carbonos centrais quando os dois hidrogênios são removidos.

No caso acima, a desidrogenase transferiu um hidreto enquanto libertava um protão, o H+, mas as desidrogenases também podem transferir dois hidrogénios, utilizando o FAD como aceptor de eletrões. Isto seria representado como AH2 + B ↔ A + BH2.
Forma-se geralmente uma ligação dupla entre os dois átomos dos quais os hidrogénios foram removidos, como no caso da succinato desidrogenase. Os dois hidrogénios são transferidos para o transportador ou outro produto, com os seus eletrões.

### Identificação de uma reacção desidrogenase
A distinção entre subclasses de oxidorredutases que catalisam reações de oxidação depende dos seus aceitadores de eletrões.

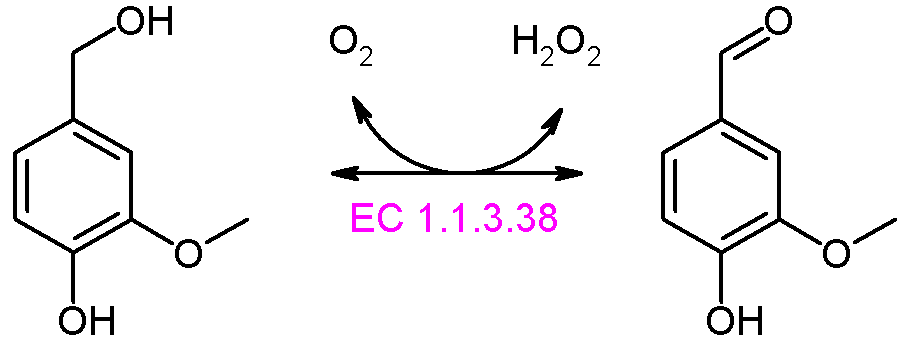
Reação catalisada por uma oxidase. Note a redução do oxigénio como aceptor de eletrões.

As desidrogenases e as oxidases são facilmente distinguíveis se considerarmos o aceptor de electrões. Uma oxidase também remove eletrões de um substrato, mas utilizará apenas oxigénio como seu aceptor de eletrões. Uma dessas reações é a seguinte: AH2 + O2 ↔ A + H2O2
Por vezes, uma reação de oxidase pode ser deste tipo: 4A + 4H+ + O2 ↔ 4A+ + 2H2O. Neste caso, a enzima está a captar eletrões do substrato e a utilizar protões livres para reduzir o oxigénio deixando o substrato com carga positiva. O produto é água em vez de peróxido de hidrogénio como se pode ver na imagem acima. Um exemplo de uma oxidase que funciona assim é o complexo IV da cadeia de transporte de electrões.
Note-se que as oxidases transferem o equivalente ao dihidrogénio (H2), e o aceptor é o dioxigénio (O2). Da mesma forma, uma peroxidase (outra subclasse de oxidoredutases) utiliza o peróxido de hidrogénio (H2O2) como aceitador de eletrões, em vez de oxigénio.